# چرخ‌دنده

دو چرخ‌دنده ساده درگیر با هم با نسبت قطر ۱:۲. سرعت دورانی چرخ‌دنده سبز نصف سرعت دورانی چرخ‌دنده قرمز و گشتاور چرخ‌دنده سبز دو برابر چرخ‌دنده قرمز می‌باشد. این افزایش گشتاور دقیقاً مشابه اثری است که در اهرم‌ها اتفاق می‌افتد.

چرخ‌دنده یک سخت‌افزار دورانی است که معمولاً دایره‌ای شکل بوده و دارای دندانه‌هایی در محیط است و از آن برای انتقال گشتاور از محوری به محور دیگر استفاده می‌شود. اصول ابتدایی حاکم بر چرخ‌دنده‌ها مشابه اصول ابتدایی حاکم بر اهرم‌ها است. دو یا چند چرخ‌دنده درگیر با هم با اندازه‌های متفاوت می‌توانند گشتاور را تغییر داده، و از طریق نسبت چرخ‌دنده خود یک مزیت مکانیکی ایجاد کنند، در نتیجه می‌توان آن را یک ماشین ساده در نظر گرفت. سرعت دورانی و گشتاور دو چرخ‌دنده درگیر با نسبت قطرهای آنها تغییر می‌کند.
مجموعه دو یا چند چرخ‌دنده درگیر با هم، دنباله چرخ‌دنده (به انگلیسی: gear train) یا جعبه‌دنده (به انگلیسی: Transmission) خوانده می‌شود. دنباله چرخ‌دنده‌ها می‌توانند سرعت، گشتاور و جهت منبع نیرو را تغییر دهند.
شکل دندانه چرخ‌دنده‌ها در استانداردهای مختلفی به صورت ریاضی تعریف شده و به دقت ماشینکاری می‌شود. به عنوان مثال، انجمن تولیدکنندگان چرخدنده آمریکا (AGMA)، دستورالعمل‌هایی را برای استانداردسازی طراحی و تولید چرخ‌دنده‌ها ایجاد کرده‌است.

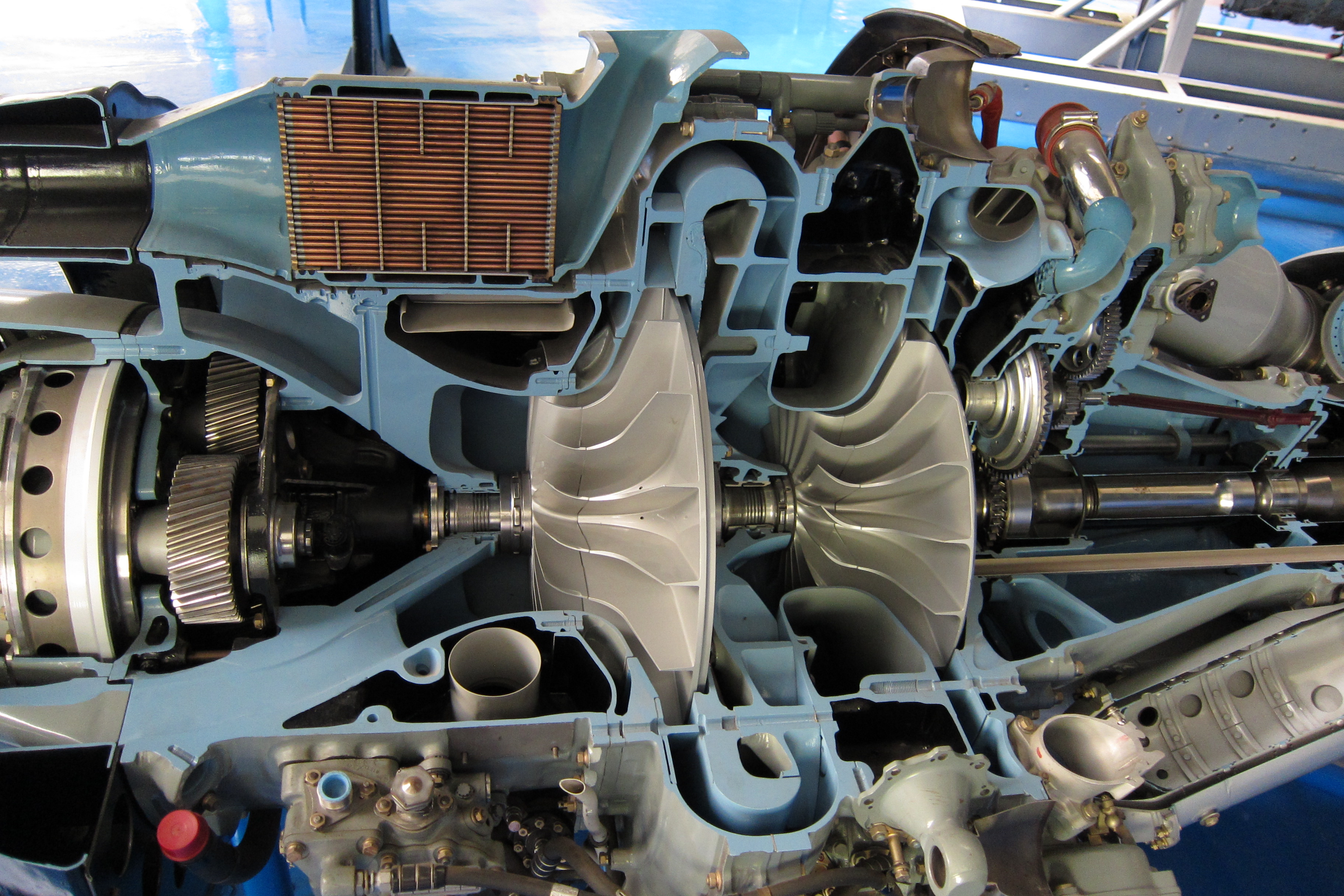
از چرخ‌دنده‌ها در بسیاری از دستگاه‌ها استفاده می‌شود. در این موتور توربوپراپ برش خورده چرخ‌دنده‌های کاهنده در سمت چپ تصویر به راحتی قابل مشاهده است.

از چرخ‌دنده‌ها در دستگاه‌های بسیار متنوعی استفاده می‌شود، از جمله؛ جعبه‌دنده و دیفرانسیل خودرو، راه‌انداز موتورهای جت، جعبه‌دنده هلیکوپتر، فلاپ باله‌های هواپیما، پروانه کشتی‌ها، دستگاه دریل، موتور کرکره برقی و دستگاه خودپرداز.

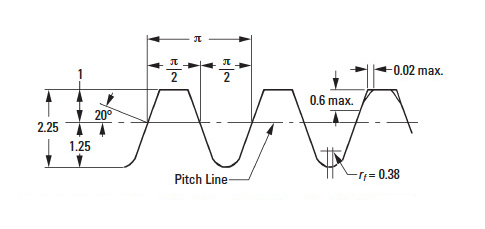
چرخ شانه مبنا در سیستم متریک با مدول ۱ که در استاندارد ISO 53 مشخصات آن تعیین شده‌است.

در تمام سیستم‌های چرخ‌دنده امروزی، چرخ شانه (به انگلیسی: rack) پایه طراحی دندانه‌ها و ساخت ابزارهای تولید چرخ‌دنده است. در هر دو سیستم متریک و اینچی، چرخ‌شانه مبنا برای اندازه واحد استانداردسازی شده‌است. چرخ‌شانه استاندارد در سیستم متریک دارای مدول ۱ و در سیستم اینچی دارای گام قطری ۱ می‌باشد.

## تاریخچه
استفاده کردن از چرخ‌دنده‌ها به سالیان قبل برمی‌گردد. اگرچه چرخ‌دنده‌های اصلی آن به شکل امروزی نبوده و دارای معایب زیادی بودند. آن‌ها از چوب و میله‌های چوبی ساخته شده بودند که با چربی‌های حیوانات روان‌کاری می‌شدند و کاربردهای آن در پمپ‌ها و بلند کردن اجسام سنگین مانند مصالح ساختمانی و .. بود. همچنین دستگاه‌هایی در یونان باستان کشف شده‌است که برای محاسبهٔ حرکت ستاره‌ها و سیارات استفاده می‌شده‌است.
در قرن هجدهم، پس از انقلاب صنعتی در انگلستان، شروع به استفاده از چرخ‌دنده‌های فلزی در ماشین‌آلات نساجی شد. ساخت چرخ‌دنده‌ها امروزه تحول یافته‌است و این چرخ‌دنده‌ها بسیار پیشرفته‌تر هستند و پیشرفت آن‌ها همچنان ادامه دارد.

## فهرست اصطلاحات

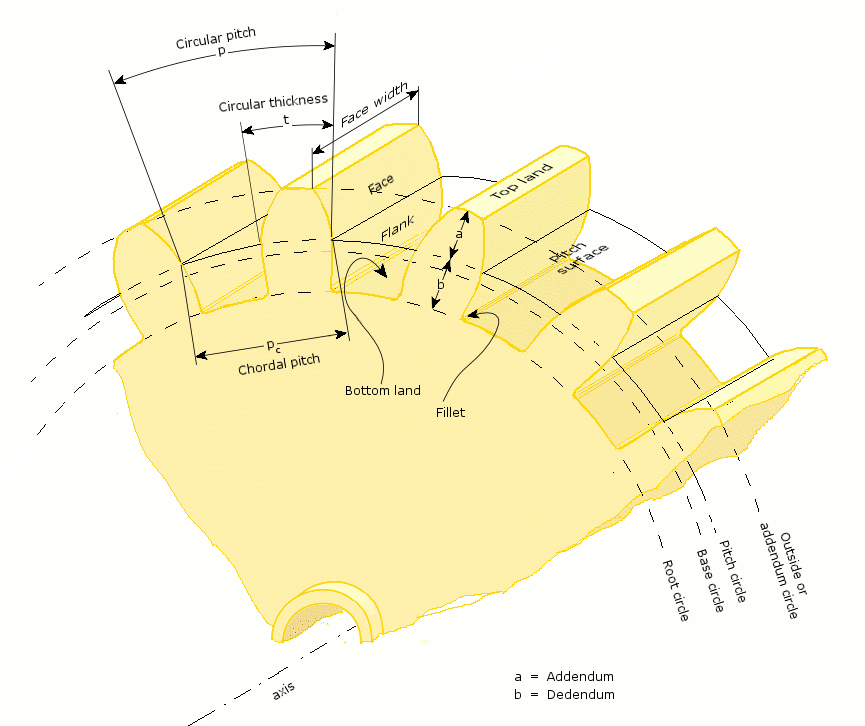
اصطلاحات مورد استفاده در مورد چرخ‌دنده‌ها

فهرست کاملی از اصطلاحات مورد استفاده در چرخ‌دنده‌ها را می‌توان در استاندارد ISO 1122-1:1998(en) یا AGMA 1012-F90 پیدا کرد. برخی از اصطلاحات پرکاربرد به شرح زیر است:
- ارتفاع تاج (addendum): ارتفاع دندانه بالای دایره گام
- خلاصی (backlash): اختلاف بین عرض فضای گام و عرض دندانه درگیر با هم در دایره گام.
- دایره مبنا (base circle): دایره‌ای که پروفیل دندانه‌های اینوولوت از آن ایجاد می‌شود.
- فاصله مراکز (center distance): فاصله بین محورهای دوران دو چرخ‌دنده درگیر.
- گام دایره‌ای (circular pitch): طول قوس دایره گام بین نقاط مربوطه روی دندانه‌های مجاور
- عمق ریشه (dedendum): عمق دندانه زیر دایره گام
- گام قطری (diametral pitch): اندازه‌گیری اندازه دندان در سیستم انگلیسی. بر حسب واحد، تعداد دندانه‌ها در هر اینچ قطر گام است. با افزایش اندازه دندانه، گام قطری آن کاهش می‌یابد. گام‌های قطری از ۰٫۵ تا ۲۰۰ متغیر است. چرخ دنده‌های گام درشت آنهایی هستند که قطر آنها کوچکتر یا مساوی ۲۰ باشد. چرخ‌دنده‌های گام ظریف آنهایی هستند که قطر آنها بیش از ۲۰ باشد.
- چرخ‌دنده خام (gear blank): قطعه کار مورد استفاده برای ساخت چرخ‌دنده، قبل از ماشینکاری دندانه‌های چرخ‌دنده.
- پینیون (pinion): در یک جفت چرخ‌دنده درگیر، به چرخ‌دنده‌ای که کوچکتر است پینیون گفته می‌شود.
- نسبت چرخ‌دنده (gear ratio): نسبت بین تعداد دندانه‌های چرخ‌دنده بزرگتر به کوچکتر.
- زاویه هلیکس یا پبچه (helix angle): زاویه بین هر پیچه و عنصری از استوانه آن. در چرخ دنده‌های هلیکال و حلزونی‌ها، در دایره گام استاندارد قرار دارد، مگر اینکه طور دیگری مشخص شده باشد. (توجه شود که مارپیچ (Spiral) یک خم هندسی دوبعدی و پیچه (Helix) یک خم هندسی سه بعدی است و استفاده از عبارت مارپیچ به جای پیچه دقیق نمی‌باشد)
- دندانه اینوولوت (involute gear tooth): دندانه چرخ‌دنده‌ای که پروفیل آن توسط یک منحنی اینوولوت خارج شونده از دایره مبنا ایجاد می‌شود.
- دایره گام (pitch circle): محیط یک چرخ‌دنده که از نقطه تماس با چرخ‌دنده جفت اندازه‌گیری می‌شود.
- قطر گام (pitch diameter): قطر دایره گام.
- زاویه فشار (pressure angle): زاویه بین پروفیل دندانه و یک خط شعاعی در نقطه گام آن. زاویه فشار یک دندانه چرخ‌دنده اینوولوت با نسبت اندازه بین دایره پایه و دایره گام تعیین می‌شود. زوایای فشار رایج مورد استفاده در صنعت چرخ‌دنده ۱۴٫۵، ۲۰ و ۲۵ درجه است.
- چرخ‌شانه (rack): چرخ‌شانه، چرخ‌دنده‌ای است که دایره گامی با شعاع بی‌نهایت دارد. دندانه‌های آن در امتداد یک خط مستقیم در یک صفحه قرار دارند. دندانه‌ها ممکن است با لبه چرخ‌شانه زاویه قائمه داشته باشند و می‌توانند با یک چرخ‌دنده ساده جفت شوند، یا دندانه‌های روی چرخ‌شانه ممکن است در زاویه دیگری باشند و با یک چرخ دنده هلیکال درگیر شوند.
- دایره ریشه (root circle): دایره ریشه منطبق با انتهای فضاهای دندانه است.
- ضخامت دندانه (tooth thickness): ضخامت دندانه که در دایره گام اندازه‌گیری می‌شود.

## انواع چرخ دنده‌ها
انواع مختلفی از چرخ‌دنده‌ها وجود دارد که هر کدام طیف وسیعی از عملکردها را انجام می‌دهند. به منظور درک چرخ دنده، مطلوب است که انواع مهم‌تر را به نوعی طبقه‌بندی کنیم. یکی از رویکردها، رابطه محورهای شفتی است که چرخ دنده‌ها روی آنها نصب شده‌اند. شفت‌ها ممکن است موازی، متقاطع، یا غیرمتقاطع و غیر موازی باشند.

### چرخ‌دنده‌های شفت‌های موازی

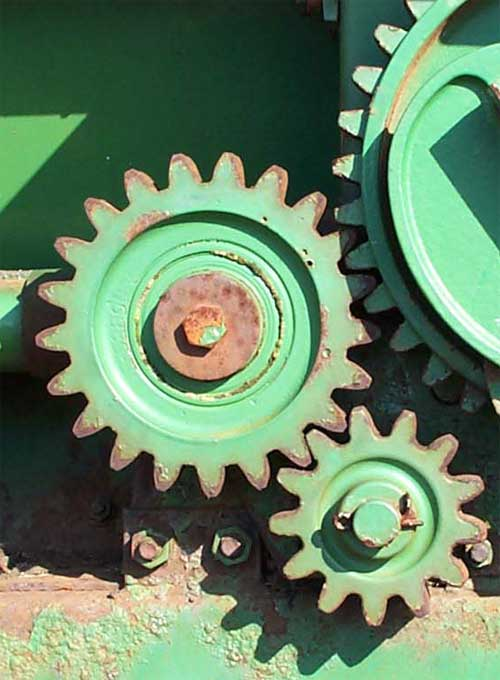
یک نمونه چرخ‌دندهٔ سادهٔ به‌کار رفته در ماشین‌آلات کشاورزی.

#### چرخ‌دندهٔ ساده
ساده‌ترین و پرکاربردترین نوع چرخ‌دنده‌است. هر چرخ‌دنده شامل دیسک یا سیلندری است که دندانه‌های آن در راستای شعاع روی سطح آن قرار گرفته‌اند و محور هر دو دنده می‌بایست موازی هم باشد. این نوع از چرخ‌دنده‌ها از متداول‌ترین نوع چرخ‌دنده‌ها هستند که استفادهٔ بسیار زیادی در ساخت گیربکس‌ها دارند. چرخ‌دنده‌های ساده به‌دلیل سادگی فرایند تولید، نسبت به سایر چرخ دنده‌ها قیمت پایین‌تری دارند. این چرخ‌دنده‌ها برای انتقال قدرت و تبدیل گشتاور مناسب هستند و در انواع صنایع سبک و سنگین کاربرد دارند.

#### چرخ‌دندهٔ مارپیچ

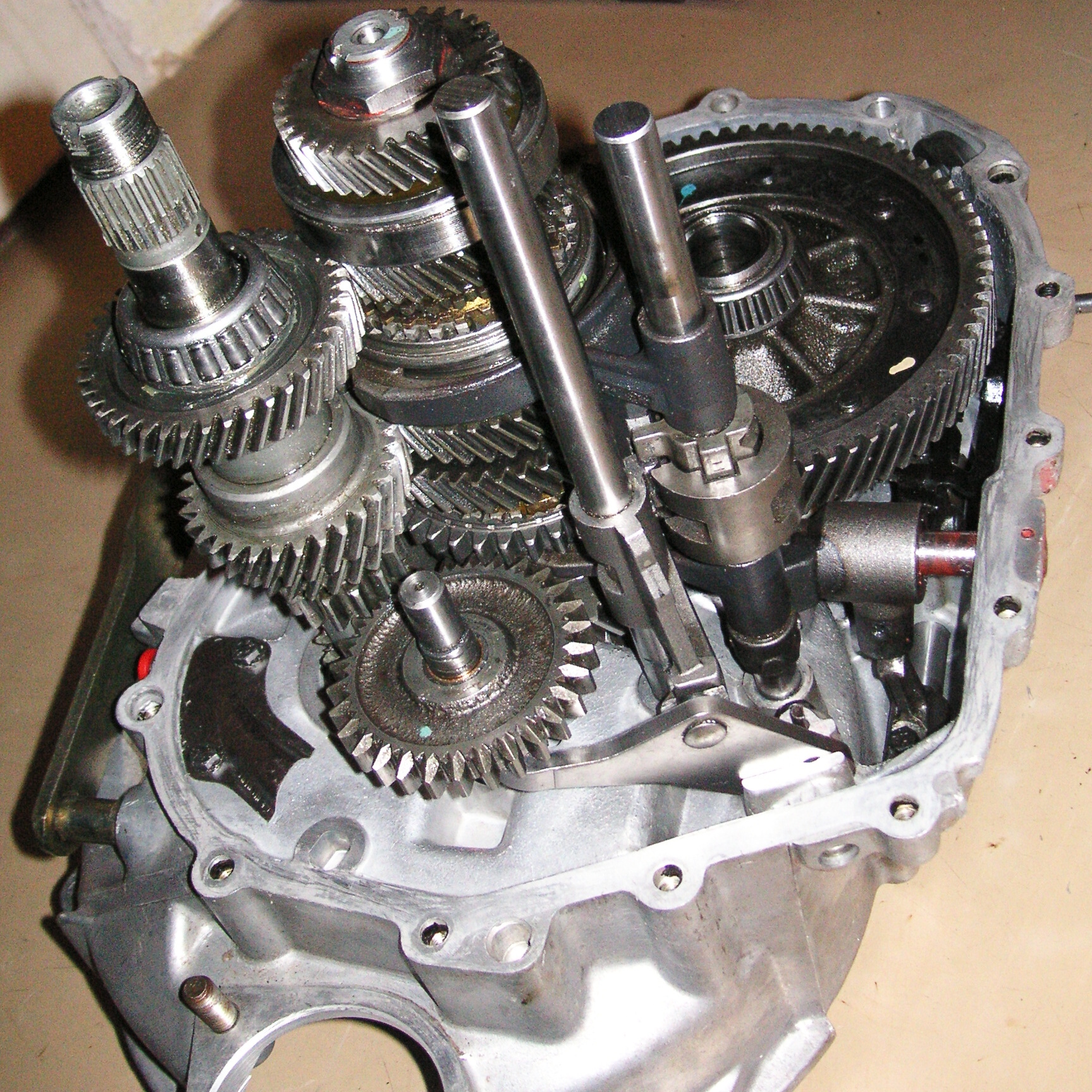
استفاده از چرخ‌دنده‌های هلیکال در یک گیربکس خودرو. امروزه به دلیل صدای کم چرخ‌دنده‌های هلیکال تقریباً در همه گیربکس‌های خودروها از آنها استفاده می‌شود.

دندانه‌های این چرخ‌دنده برخلاف چرخ‌دندهٔ ساده موازی با محور چرخ‌دنده نیستند، بلکه هر دندانه به شکل مقطعی از مارپیچ است. این قابلیت باعث می‌شود دندانه‌ها به آرامی با هم درگیر شوند، در حالی که دندانه‌های چرخ‌دندهٔ ساده به یکباره با هم درگیر شده و از هم جدا می‌شوند. این مسئله باعث می‌شود که چرخ‌دنده‌های مارپیچ نسبت به چرخ‌دنده‌های ساده آرام‌تر و با صدای کمتر کار کنند. محور این چرخ‌دنده‌ها می‌تواند به‌صورت موازی یا متقاطع قرار گیرد. در مقایسه با چرخ‌دنده‌های ساده، چرخ‌دنده‌های مارپیچ بیشتر دارای کاربرد در سرعت‌های بالا و توان‌های بالا است. همچنین به‌دلیل آن‌که این چرخ‌دنده‌ها با سر و صدا و ارتعاشات کمتری کار می‌کنند، در مواردی که کنترل سر و صدای بالا حائز اهمیت است از این‌گونه چرخ‌دنده استفاده می‌گردد.

#### چرخ‌دنده جناغی

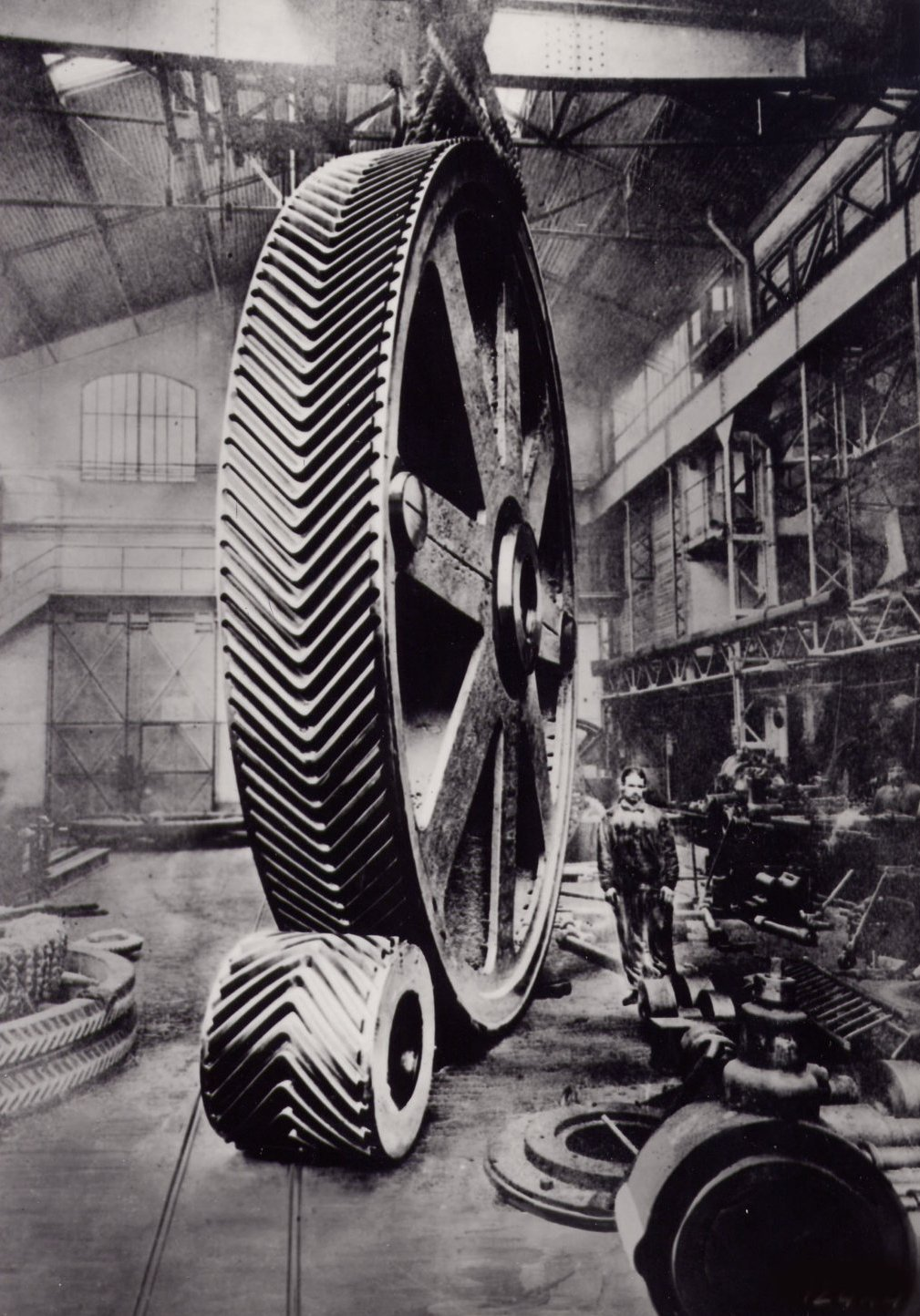
چرخدنده جناغی یا هرینگبون

چرخ‌دنده جناغی، که حالت خاصی از چرخ‌دنده‌های مارپیچ دوتایی است، نوع خاصی از چرخ‌دنده است که از ترکیب دو چرخ‌دنده مارپیچی با دست مخالف در کنار هم تشکیل می‌شود. برخلاف چرخ‌دنده‌های مارپیچی، چرخ‌دنده‌های جناغی نیروی محوری ایجاد نمی‌کنند. چرخ‌دنده‌های جناغی مانند چرخ دنده‌های مارپیچ، این مزیت را دارند که توان را به آرامی منتقل می‌کنند، زیرا در هر لحظه بیش از دو دندانه در هم می‌پیچند.

### چرخ‌دنده‌های شفت‌های متقاطع

#### چرخ‌دندهٔ مخروطی

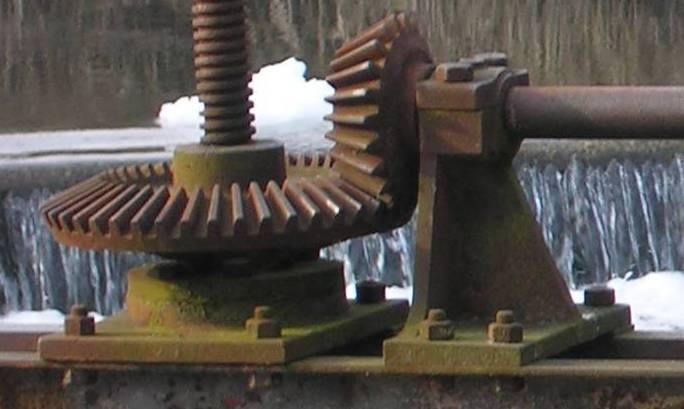
به‌کارگیری چرخ‌دندهٔ مخروطی برای بالا کشیدن دریچهٔ سرریز به واسطهٔ پیچ مرکزی.

این نوع چرخ‌دنده عمدتاً جهت انتقال محور دَوَران از حالت محور عمودی به محور افقی یا بالعکس استفاده می‌شود؛ و در صنایع خودروسازی از کاربرد فراوانی برخوردار است. دیفرانسیل اتومبیل‌ها و محورهای محرکه همگی از این نوع هستند.

### چرخ‌دندهٔ حلزونی

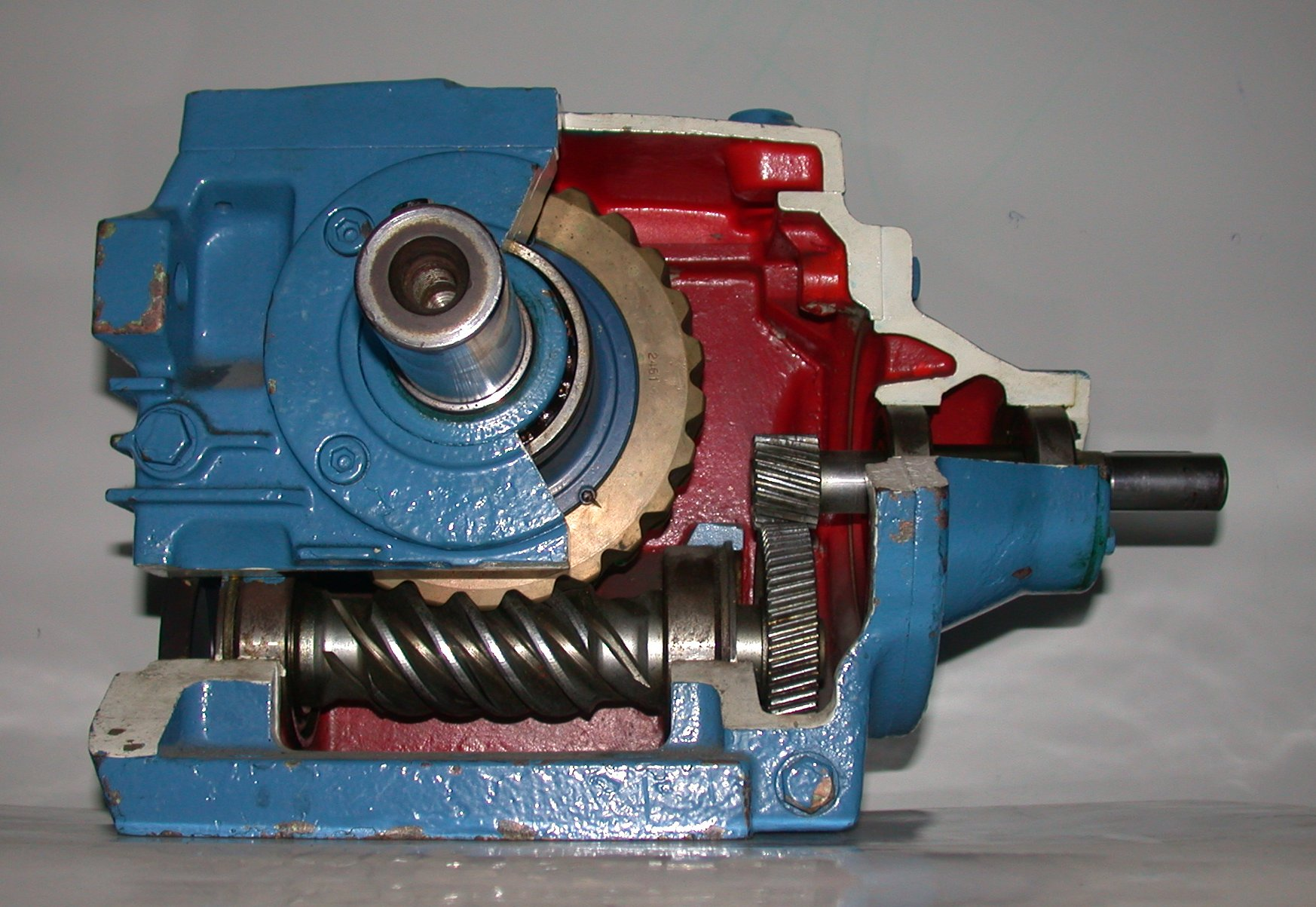
حلزونی و چرخ حلزون

چرخ‌دنده‌های حلزونی، یکی از انواع چرخ‌دنده‌ها با قابلیت‌های نیمه منحصر به فرد است که انتقال قدرت را از دو محور که با هم زاویهٔ ۹۰ درجه دارند را میسر می‌سازد. از ویژگی‌های این نوع چرخ‌دنده‌ها می‌توان به یکسو بودن انتقال (از پیچ به چرخ) اشاره کرد که از جمله موارد استفادهٔ این چرخ‌دنده‌ها در مکانیسم‌های بالابر و «خودقفل‌شونده» (مانند جرثقیل‌ها) است. دیگر ویژگی این چرخ‌دنده‌ها کاهش چشمگیر نسبت دور است که نسبت کاهش ۳۰۰:۱ و حتی بالاتر را میسر می‌سازد.

#### چرخ‌دنده هایپوئید

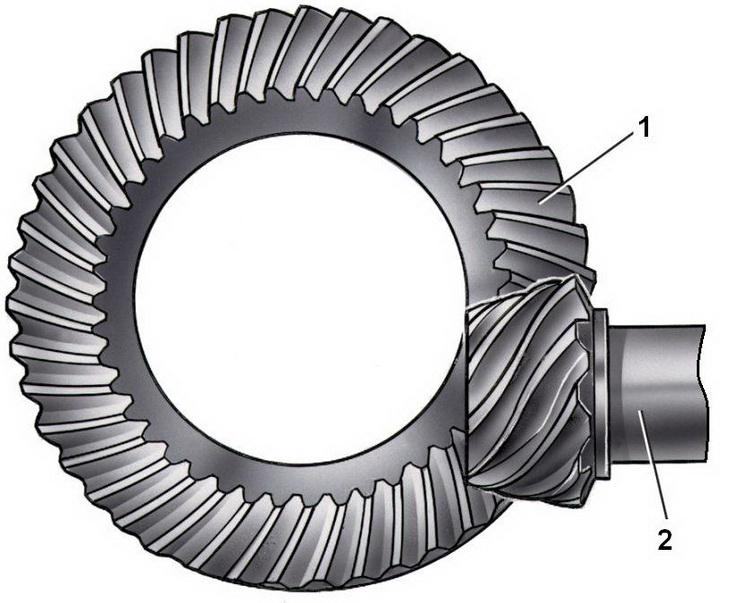
چرخ‌دنده هایپوئید. علیرغم شباهت زیاد آن به چرخ‌دنده مخروطی مارپیچ، این چرخ‌دنده برشی از قسمتی از یک هذلولی‌گون می‌باشد.

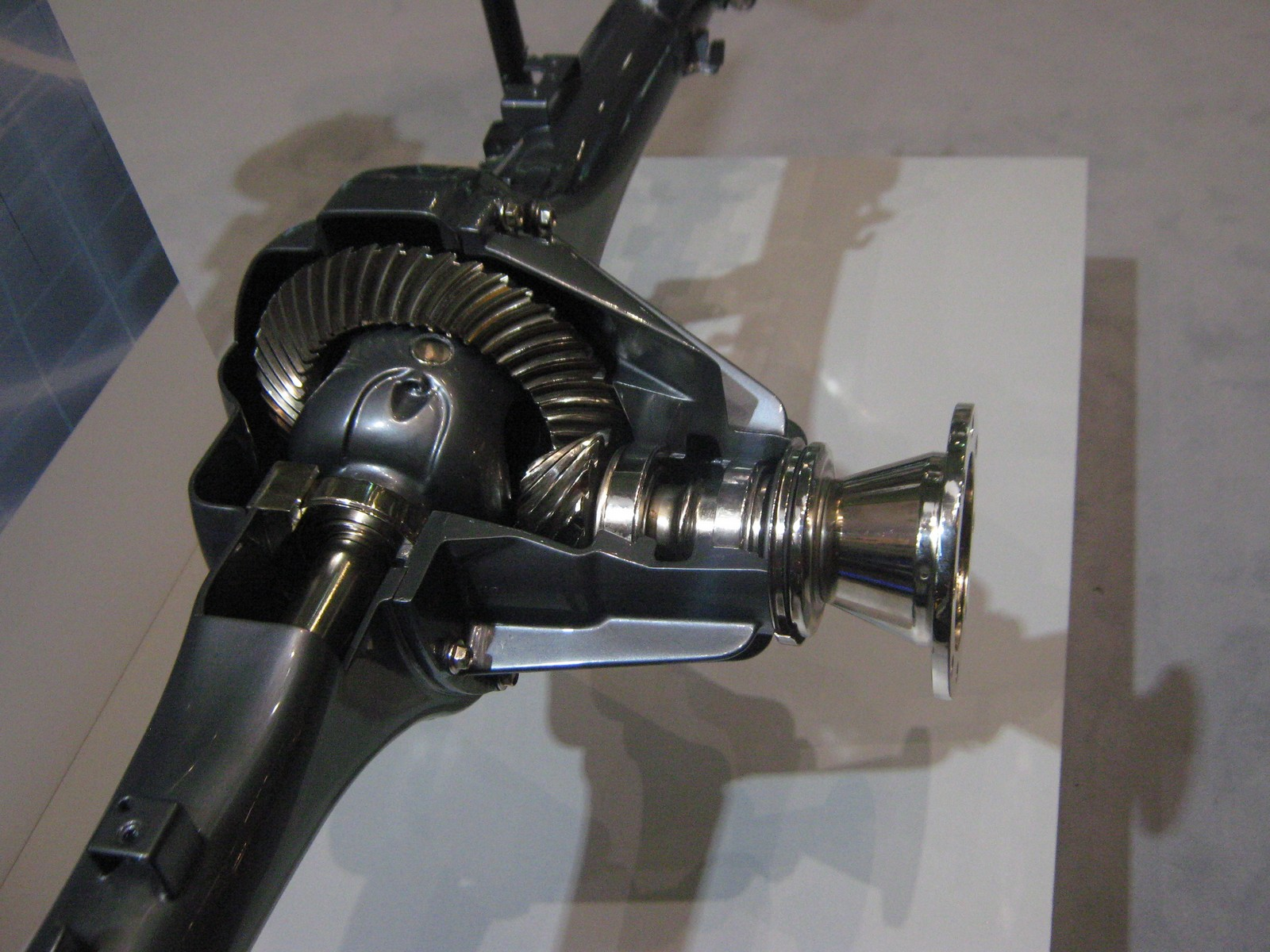
دیفرانسیل یک خودرو با چرخ‌دنده هایپوئید. یکی از مزیت‌های اصلی چرخ‌دنده هایپوئید، علاوه بر صدا و لرزش کمتر و استحکام بیشتر، امکان نزدیکتر کردن بیشتر میل کاردان به زمین و در نتیجه کاهش ارتفاع مرکز ثقل و افزایش فضای مفید داخل اتاقک خودرو می‌باشد.

چرخ‌دنده‌های هایپوئید شبیه چرخ‌دنده‌های مخروطی مارپیچی هستند با این تفاوت که در آنها محورهای شفت متقاطع نیستند. سطوح گام به نظر مخروطی می‌رسند، اما برای جبران خارج از مرکزیت شفت، در حقیقت هذلولی‌گون (Hyperboloid) هستند. چرخ‌دنده‌های هایپوئید تقریباً همیشه برای کار با شفت‌هایی با اختلاف ۹۰ درجه طراحی می‌شوند. بسته به اینکه شفت به کدام سمت منحرف می‌شود، نسبت به زاویه دندانه‌ها، تماس بین دندانه‌های چرخ دنده هایپوئید ممکن است حتی نرم‌تر و تدریجی‌تر از دندانه‌های چرخ‌دنده مخروطی مارپیچی باشد. اما از آنجایی که در این چرخ‌دنده‌ها لغزش (سایش) زیادی نیز وجود دارد، چرخ‌دنده‌های هایپوئید معمولاً به ویسکوزترین روغن‌های روانکاری نیاز دارند. همچنین، پینیون را می‌توان با تعداد دندانه‌های کمتری نسبت به یک پینیون مخروطی مارپیچ طراحی کرد، در نتیجه نسبت چرخدنده ۶۰:۱ و بالاتر با استفاده از یک مجموعه چرخ‌دنده هایپوئید امکانپذیر است. این سبک چرخدنده بیشتر در دیفرانسیل خودروها رایج است. در حالی که یک مجموعه چرخ‌دنده معمولی (غیر هایپویید) برای بسیاری از کاربردها مناسب است، برای گیربکس وسایل نقلیه ایدئال نیست زیرا نسبت به چرخ‌دنده هایپوئید نویز و لرزش زیادی تولید می‌کند. تولید انبوه چرخ‌دنده‌های هایپوئید و معرفی آنها به بازار یک پیشرفت مهندسی بزرگ در دهه ۱۹۲۰ بود.

#### چرخ‌دنده اسپیروید
چرخ‌دنده‌های اسپیروید تشکیل شده‌است از یک پینیون مخروطی که تا حدودی شبیه یک چرخ‌دنده حلزونی است و یک عضو چرخ‌دنده که یک چرخ‌دنده رخ‌به‌رخ با دندانه‌های خمیده در جهت طولی است. خمیدگی دندانه شبیه به زاویه پیچه است اما یک پیچه واقعی نیست. ترکیبی از نسبت دنده بالا در آرایش‌های فشرده، هزینه کم در هنگام تولید انبوه، و ظرفیت حمل بار خوب، این چرخ‌دنده‌ها را در بسیاری از کاربردها جذاب می‌کند.

### چرخ شانه

چرخ‌دندهٔ شانه‌ای

ایجاد دنده‌های مدولار روی یک محور افقی این چرخ‌دنده را به وجود می‌آورد و جهت انتقال محور حرکت از حالت کشویی به حالت دورانی یا بالعکس مورد استفاده قرار می‌گیرد. آن‌ها در واقع قسمتی از چرخ‌دنده‌ای با قطر بی‌نهایت هستند.